# 4200 Сідзукаґодзен
4200 Сідзукаґодзен (4200 Shizukagozen) — астероїд головного поясу, відкритий 28 листопада 1983 року.
Тіссеранів параметр щодо Юпітера — 3,307.
Названо на честь Сідзукаґодзен (яп. しずかごぜん(静御前) сідзукаґодзен).